# Universitary Sport Club
El Universitary Sport Club fue un club de fútbol español, ubicado en la ciudad de Barcelona a inicios del siglo XX.

## Historia
En 1900 se crea el Aplec Escolar de Foot-Ball Creado por estudiantes,que en febrero de 1901 se cambia de nombre a Team Universitari y en noviembre de ese mismo año se cambia a Club Universitari de Foot-ball, que vestiría camisa de color cian y pantalones blancos,El Club Universitari de Foot-ball desaparecería en 1903 tras fusionarse con Català FC.
El 16 de noviembre de 1907 se funda el Athletic Club Galeno fundado por estudiantes de medicina, ente ellos se encontraba Carles Comamala, el club se vestiría con camisa amarilla, más tarde el galeno se fusiona con el equipo de la Facultad de Ciencias y Crean el Universitary Sport Club. Tendrían el campo en el Campo del Hospital Clínico, situado entre las calles Córcega, París, Villarroel y Casanova. El club compitió varios años en la primera categoría del Campeonato de Cataluña de fútbol. De este club sale el mejor portero de la época de los años 20, Ricardo Zamora. En 1918 se disuelve.

## Jugadores reconocidos
- Ricardo Zamora
- Paulino Alcántara
- José Quirante Pineda

## Uniformes
| C.U. de F. (1901-1903) | AC Galeno (1907-1909) | Universitary S.C. |